# Kungsholms kyrka
Kungsholms kyrka (officiellt namn Ulrika Eleonora kyrka) är församlingskyrka i Västermalms församling i Stockholms stift.

## Kyrkobyggnaden

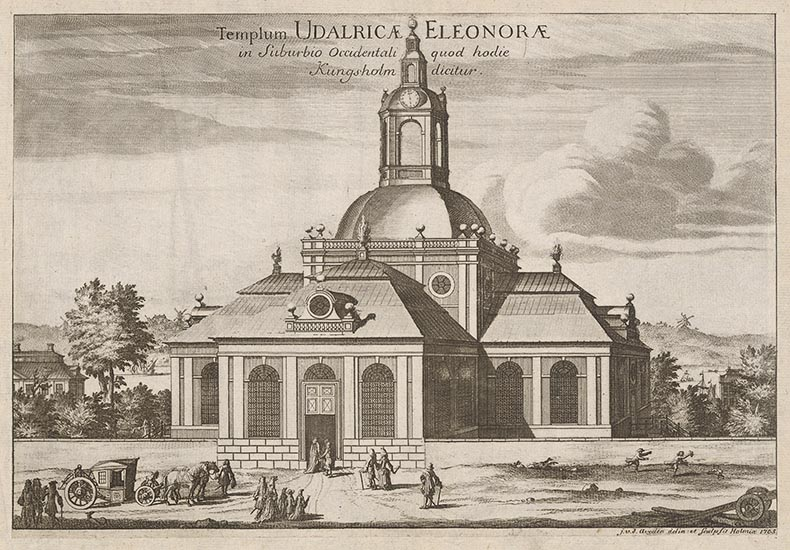
Kyrkan i Suecia-verket 1703

Kyrkan är en korskyrka. Vid Kungsholms församlings tillkomst 1671 firades gudstjänsterna i en liten träbyggnad. Men 1672 började arkitekten Mathias Spieler, svärson till Jean de la Vallée, arbetet med kyrkobyggnaden. Efter det att Karl XI hade skänkt betydande medel till bygget lades grunden den 10 maj 1673 under murmästaren Mårten Hacks ledning. På grund av ekonomiska komplikationer och stridigheter avstannade bygget år 1676. Knappt tio år senare, år 1685, återupptogs bygget. Kyrkan invigdes av ärkebiskop Olof Svebilius söndagen den 2 december 1688 i närvaro av kungaparet Karl XI och Ulrika Eleonora, änkedrottning Hedvig Eleonora och samtliga kungliga råd. Dock var kyrkans interiör halvfärdig och takvalv saknades.
Ett gravkor i sydöstra korsarmsvinkeln byggdes i slutet på 1730-talet för den framstående Stockholmshandlaren Hans Lenman(1683–1739), gift med Märta Kohl (1691–1734). Av ekonomiska skäl dröjde det till 1757 innan kyrkans valvtak stod färdigt. En stentrappa uppfördes 1792–94 vid södra kyrkporten. Arkitekt var Jean Eric Rehn.
År 1810 uppfördes kyrktornet efter ritning av P.W. Palmroth. Tornets nedre del är uppförd i tegel prydd med lisener. Ovanför den finns en åttasidig kopparklädd kupol, som bär upp lanterninen, där klockorna hänger - storklockan, mellanklockan och prästklockan. Den gamla klockstapeln från 1670-talet på kyrkogårdens nordvästra hörn revs då kyrktornet stod färdigt.
Under 1835 uppfördes det Westinska gravkoret för garvaren Johan Westin den yngre i anslutning till det Lenmanska gravkoret. Hans Lenman var köpman i Stockholm i början på 1700-talet. Johan Westin den yngre var son till politikern Johan Westin den äldre. Även Jacob Westin den äldre och Jacob Westin den yngre ligger begravda i Westinska gravkoret.  
Genomgripande restaureringar skedde åren 1954–56, då man försökte återge kyrkan dess karolinska karaktär, och 1995–97.
Kyrkans ursprungliga 23 karolinska fönster försvann i samband med restaureringen år 1882. Vid ombyggnaden 1954–56 lyckades man återfinna och rekonstruera dem och 20 av dem ger kyrkorummets dess guldgula ljus. De är alla enhetligt komponerade: under en krona ett bibelspråk, givarens namn samt årtalet 1688.

## Inventarier

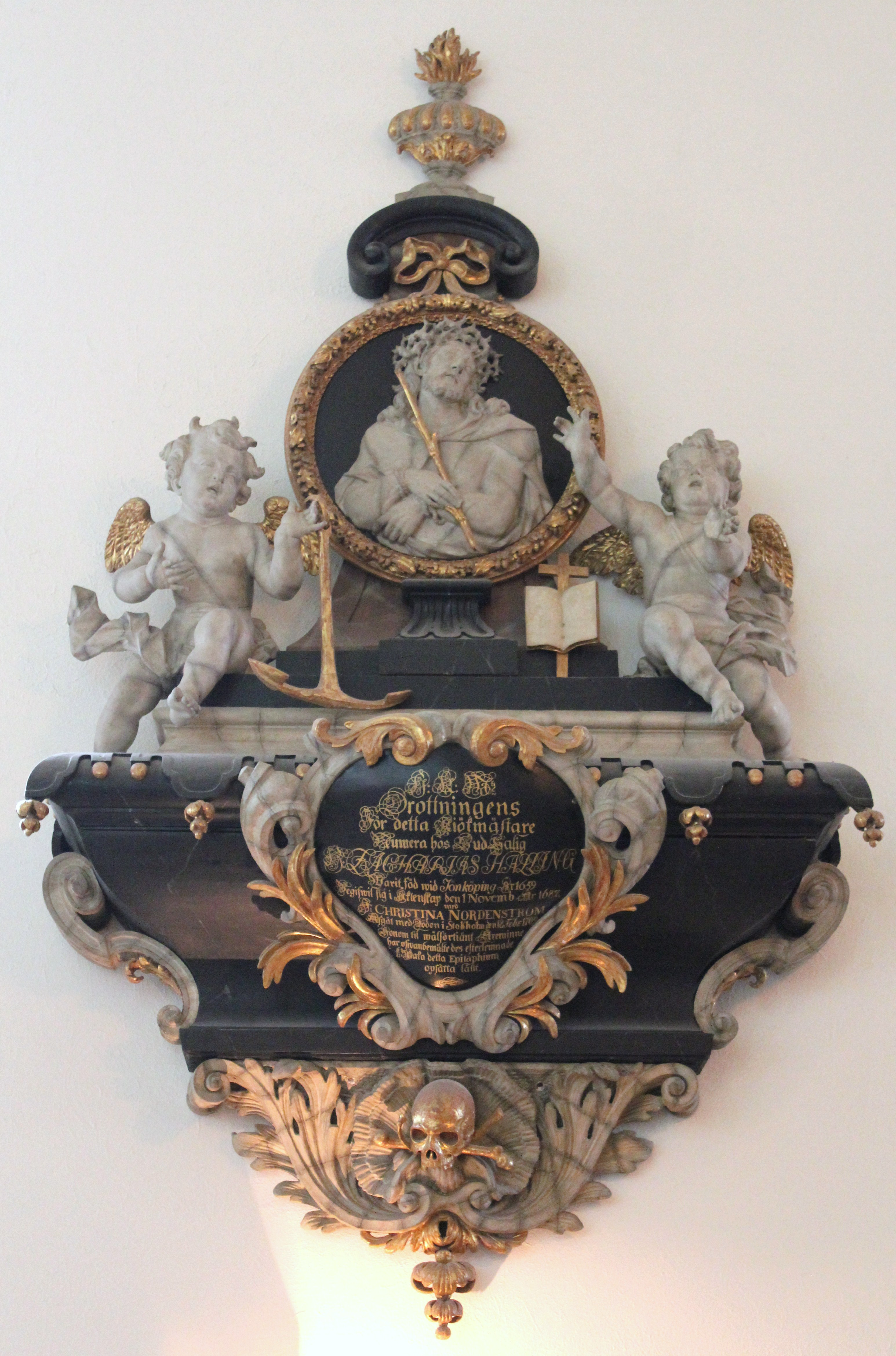
Epitafium över Zacharias Halling utfört av hovbildhuggaren Caspar Schröder.

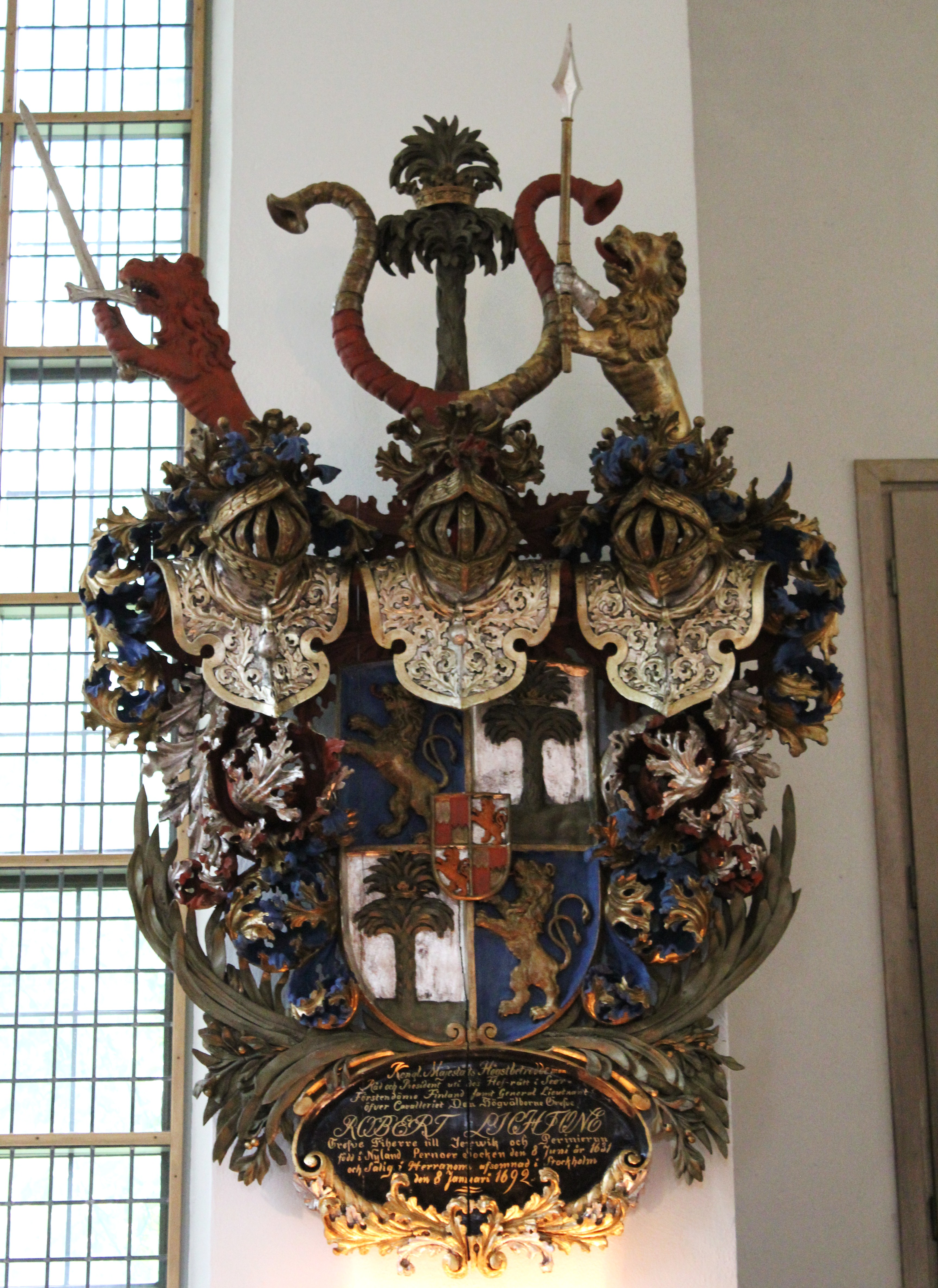
Begravningsvapen över Robert Lichton i Kungsholms kyrka.

### Altaret
Till altaret utfördes ritningar av Carl Christoffer Gjörwell. Altartavlan, föreställande Kristi Uppståndelse och ansedd som ett mästerverk, är utförd av Fredric Westin och uppsatt påskdagen 1823. Det berättas, att när biskop Frans Michael Franzén första gången såg den, utbrast han: ”Det är ingen tavla, det är en uppenbarelse!” Ett av de änglahuvuden som syns överst på tavlan skall vara ett porträtt av Franzéns dotter.

### Predikstolen
Även predikstolen är ritad av Carl Christoffer Gjöwell och tillkom år 1820. Det är empirens första bidrag till kyrkans prydande. Den bekostades av sergeanten Johan Carlgren som finns avporträtterad i sakristian. Den föregående predikstolen kom till Kungsholmens kyrka från Storkyrkan 1702 där den funnits sedan 1605 för att i samband med ombyggnaderna 1819 försvinna spårlöst.

### Dopfunten
Kyrkans förnämsta inventarium är dopkapellet i norra korsarmen, utfört av bildhuggarmästaren och kungsholmsbon Caspar Schröder och skänkt till kyrkan 1707 av fru Elsa Guthermuth. Kapellet har ett skulpterat skrank. På dopfuntens lock sitter Kristus, omgiven av barn. I skrankens fyra hörn finns de fyra evangelisterna och deras symbolfigurer: Matteus (ängeln), Markus (lejonet), Lukas (oxen) och Johannes (örnen).
Bland kyrkans dyrbarheter märkas för övrigt ett dyrbart dopfat av silver i drivet arbete, skänkt av fröken Emerentia von Düben 1713, samt en dopskål av silver, prydd med ett vapen samt bokstäverna M. P. S. M.

### Orgeln
Orgeln på läktaren i västra korsarmen invigdes år 1830 och har nu 44 stämmor, fördelade på tre manualer och pedal.
- Till invigningen av kyrkan 1688 skaffade man ett positiv med stämmor av okänt ursprung. Orgeln ställdes upp i koret på södra sidan om altaret.
- 1696 övertogs den gamla orgeln från Riddarholmskyrkan som var byggd 1653 av Franz Boll. Orgeln sattes aldrig upp i kyrkan då pengar saknades.
- På initiativ av organisten Jacob Bergner såldes de två gamla orglarna. Positivet med 7 stämmor såldes för 1700 daler kopparmynt till Husby-Långhundra församling, och den magasinerade orgelns pipmetall och trävirke från Riddarholmskyrkan för 650 daler kopparmynt.
- År 1753 byggde Jonas Gren & Petter Stråhle en orgel med 10 stämmor.
- 1831 byggde Pehr Zacharias Strand en orgel med 32 stämmor. Fasaden var delvis ljudande och var ritad av Carl Gustaf Blom Carlsson. Gren & Stråhles orgel såldes till Hammars kyrka i Närke.
- 1898 byggde Åkerman & Lund, Stockholm en orgel med 34 stämmor på tre manualer och pedal. Orgeln blev Stockholms första rörpneumatiska orgel med rooseweltlådor. 1956 byggdes orgeln om och utökades av Nils Hammarberg, Göteborg. Orgeln fick då 47 stämmor och blev elektropneumatisk. Orgeln har 1 fast och tre fria kombinationer. Rooseweltlådorna till manual I, III och pedal är från 1898. Rundbälgslådan till manual II är från 1956.

| Huvudverk I C-g3                            | Öververk II C-g3       | Svällverk III C-g3         | Pedal C-f1            | Koppel           |
| Principal 16' (1831/1898)                   | Gedackt 8' (1956)      | Flöjtprincipal 8' (1898)   | Principal 16' (1898)  | I/P              |
| Principal 8´ (1831/1898)                    | Kvintadena 8' (1956)   | Rörflöjt 8' (1898)         | Subbas 16' (1898)     | II/P             |
| Dubbelflöjt 8' (1898)                       | Principal 4' (1956)    | Salicional 8' (1898)       | Kvinta 10 2/3' (1898) | III/P            |
| Oktava 4' (1898)                            | Rörflöjt 4' (1956)     | Principal 4' (1898)        | Oktava 8' (1956)      | II/I             |
| Hålflöjt 4' (1898/1956 uppflyttad en oktav) | Svegel 2' (1956)       | Flûte octaviante 4' (1898) | Gedackt 8' (1898)     | III/I            |
| Kvinta 2 2/3' (1898)                        | Larigot 1 1/3' (1956)  | Nasard 2 2/3' (1956)       | Oktava 4' (1898)      | III/II           |
| Oktava 2' (1898)                            | Sivflöjt 1' (1956)     | Blockflöjt 2' (1956)       | Nachthorn 4' (1956)   | Registersvällare |
| Mixtur IV (1956)                            | Sesquialtera II (1956) | Kvintadena 2' (1956)       | Kvintadena 2' (1956)  |                  |
| Cymbel III (1956)                           | Scharf IV (1956)       | Ters 1 3/5' (1956)         | Hintersatz V (1956)   |                  |
| Trumpet 8' (1898)                           | Dulcian 16' (1956)     | Mixtur III (1956)          | Basun 16' (1898)      |                  |
|                                             | Regal 8' (1956)        | Cymbel II (1956)           | Trumpet 8' (1898)     |                  |
|                                             |                        | Skalmeja 8' (1956)         | Clairon 4' (1898)     |                  |
|                                             |                        | Trumpet 4' (1898/1956)     |                       |                  |
|                                             |                        | Crescendosvällare          |                       |                  |

#### Kororgel
1956 bygger Nils Hammarberg en mekanisk kororgel med slejflådor. Orgeln är ritad av professor Erik Lundberg.
| Manual C-g3   |
| Gedackt 8'    |
| Principal 4'  |
| Rörflöjt 4'   |
| Kvintadena 2' |
| Mixtur II     |

### Dekorationerna
Kyrkan äger ett porträtt av Gustav II Adolf, målat av Jacob Elbfas, en gåva från 1684. Det anses vara ett av de bästa porträtten av konungen.
På predikstolen finns Gustav II Adolfs kyrkobibel. Den är klädd i guldpressat skinnband med knäppen och beslag i mässing. Den trycktes 1618 och skänktes till kyrkans invigning av bokbindarmästare Bengt Höök.
I koret finns minnesvårdar över åldermännen Johan Westin den yngre och Carl Sjöstedt. Adliga begravningsvapen hugfäster minnet av medlemmar av ätterna Adlercrantz – Johan Adlercrantz (1651–1693), Fleming – friherre Lars Fleming, död 1693, Gripenhjelm – Claes Gripenhjelm, Lichton – Robert Lichton (1631–1692), Reutercrantz – hovjägmästare Hans Reutercrantz (1640–1695), Isaack Esbiörn Reutercrantz, Stjernander, von Knorring – friherre Jöran Johan von Knorring (1657–1726) och Rehnskiöld – greve Gert Rehnskiöld till Gribenow och Balingsta (född 16 september 1679, död 31 december 1682). Hans vapen med påskrift uppsattes i Kungsholms kyrka, Stockholm.
Epitafium över Zacharias Halling (1659–1709) utfört av hovbildhuggaren Caspar Schröder, som även utfört dopkapellet i kyrkan.
Ovanför en av dörrarna finns en solsymbol med tetragrammet JHWH i mitten (se bild till höger).

## Bilder

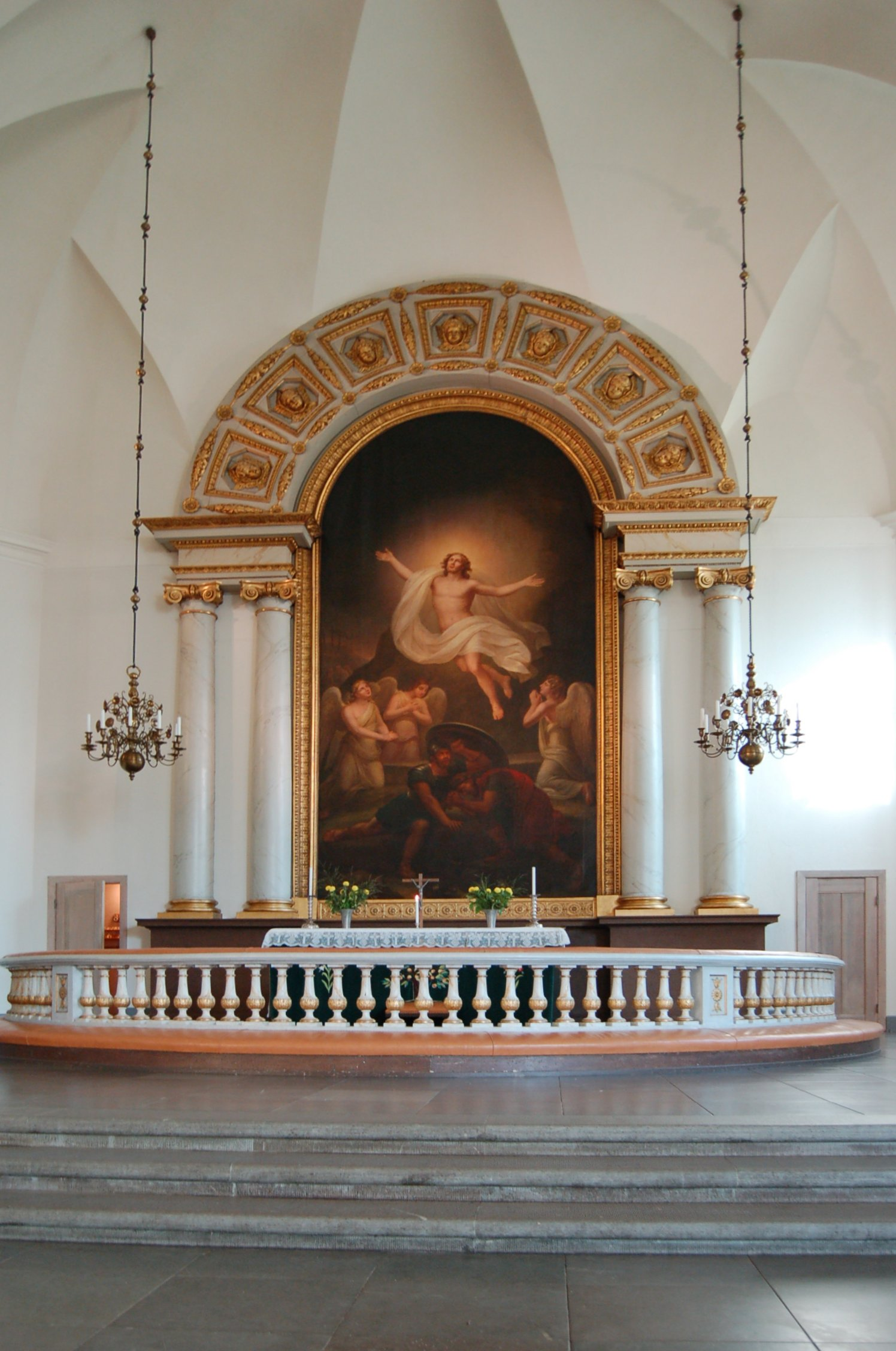
Altaret i Kungsholms kyrka.
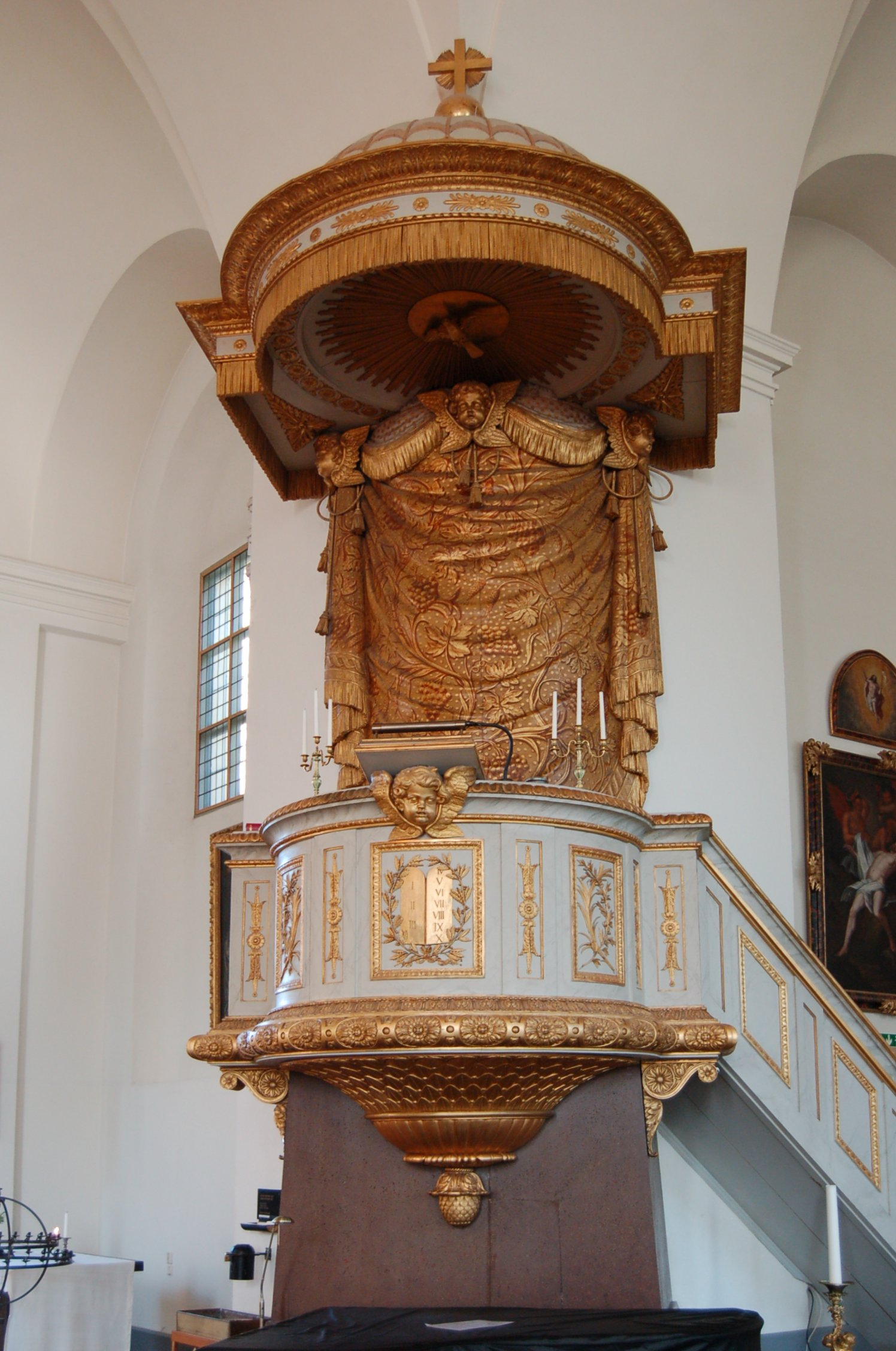
Predikstolen i Kungsholms kyrka.
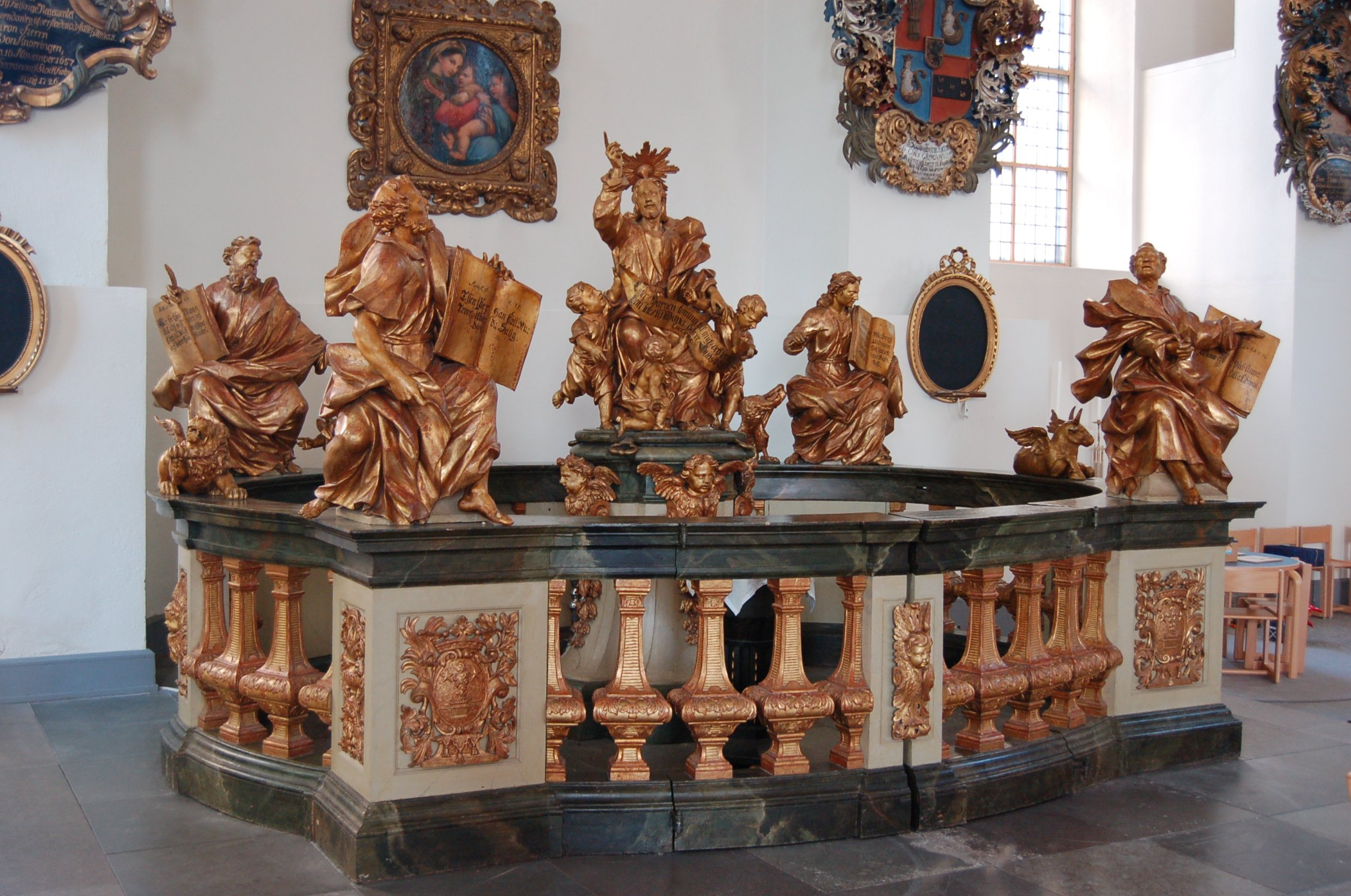
Det vackra skranket i dopkapellet i Kungsholms kyrka utfört av Caspar Schröder.
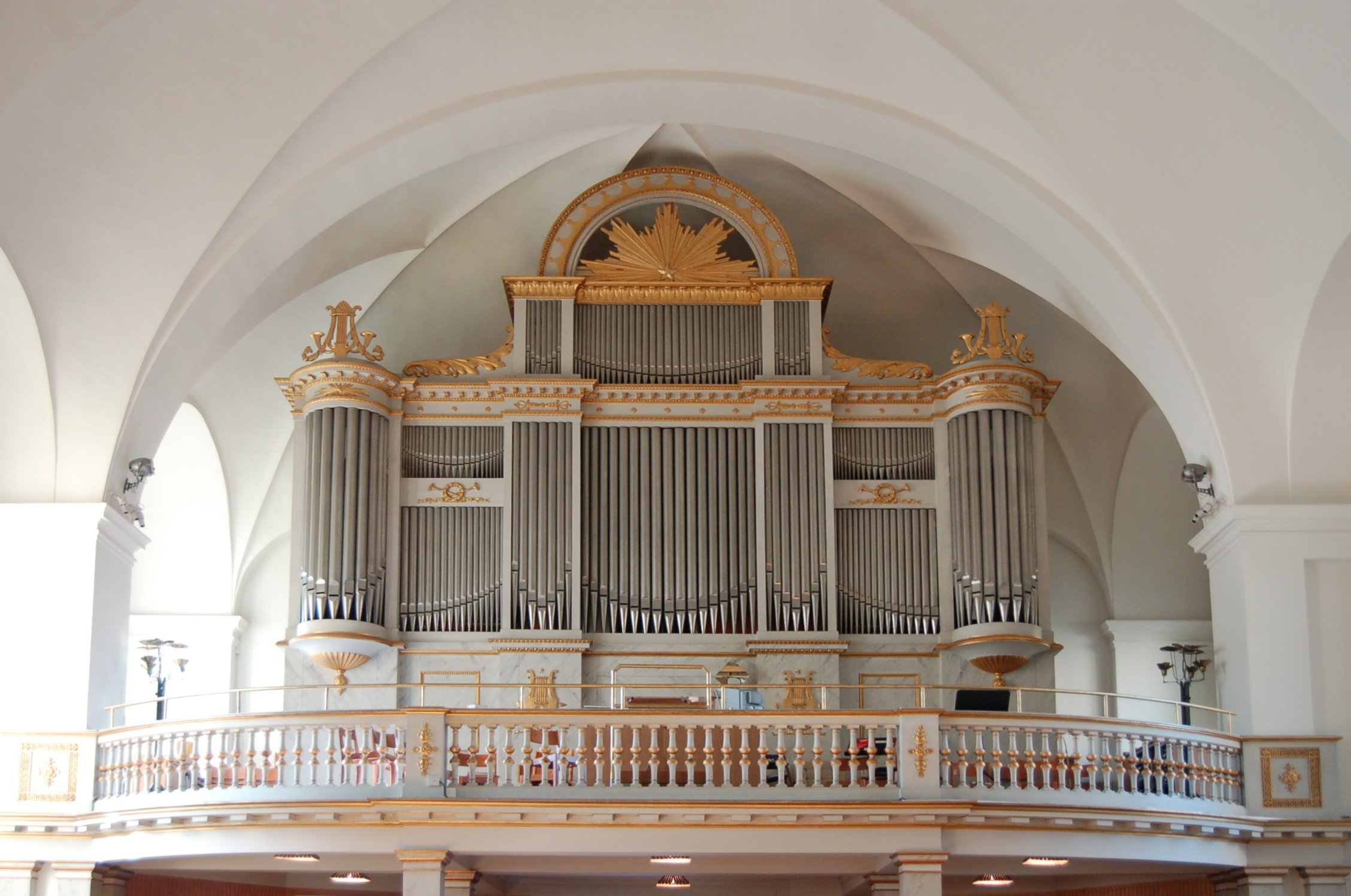
Vy över orgelläktaren i Kungsholms kyrka.
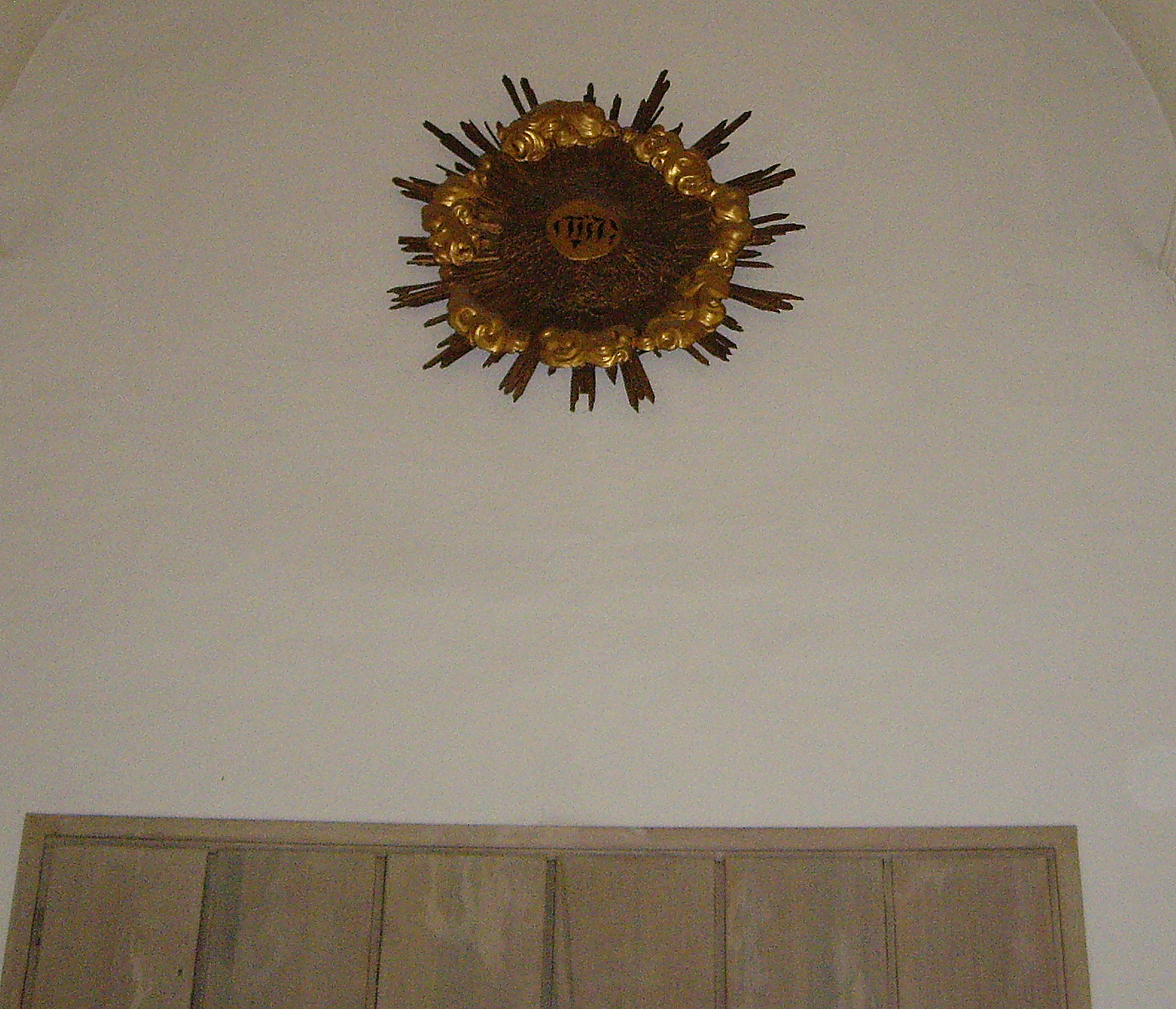
Solsymbol med tetragrammet JHWH i mitten.

## Kyrkogård
Skalden Erik Sjöberg (Vitalis) vilar på kyrkogården, likaså den framstående kyrkoherden T. Z. Fuchs (f. 1772, d. 1848) och hans efterträdare, fältprosten C. O. Gravallius (f. 1785, d. 1861).
Den 7 oktober 1979 invigdes en minneslund på kyrkogårdens östra del.

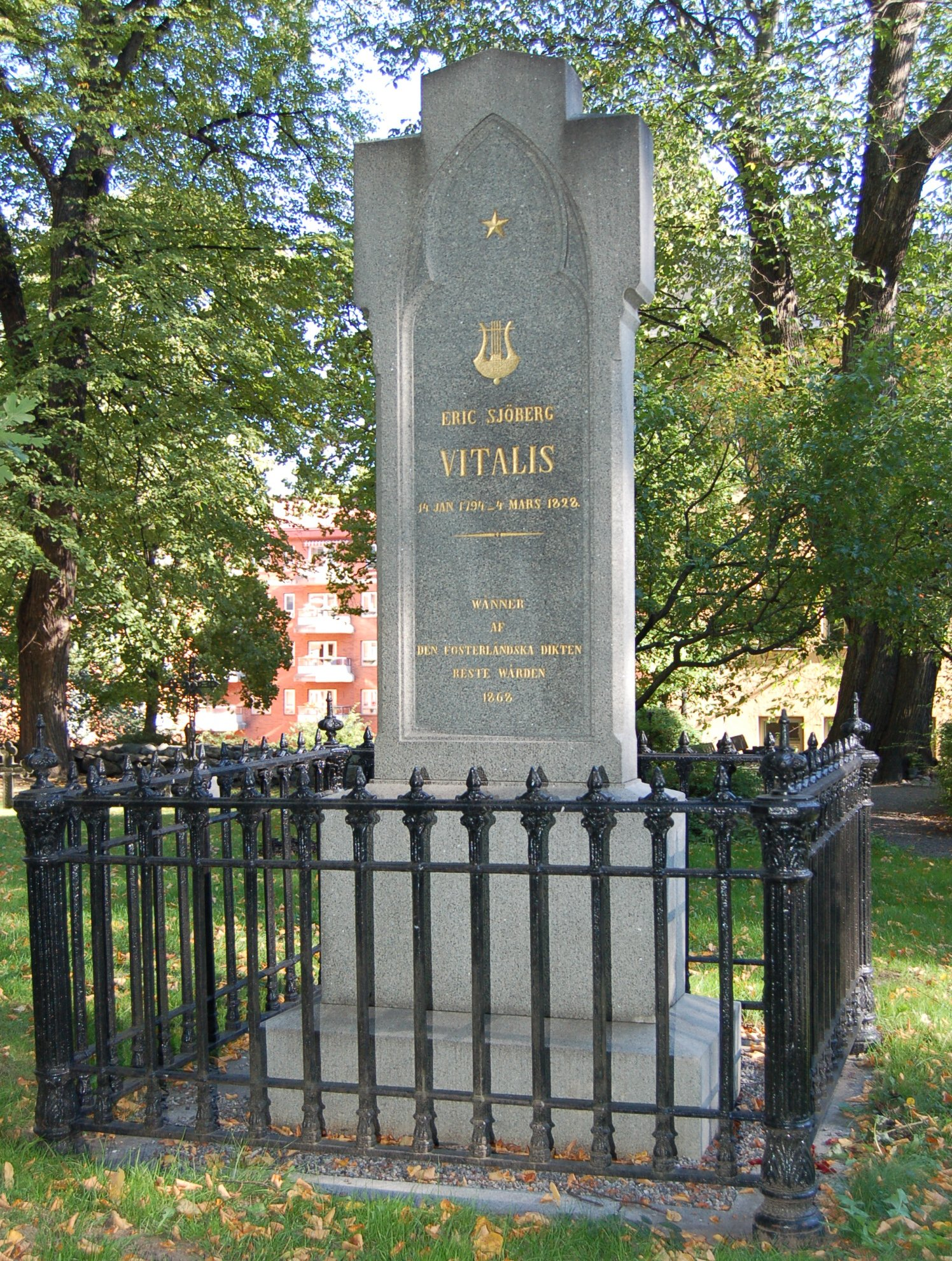
Vitalis (Erik Sjöberg) gravvård på Kungsholms kyrkogård.
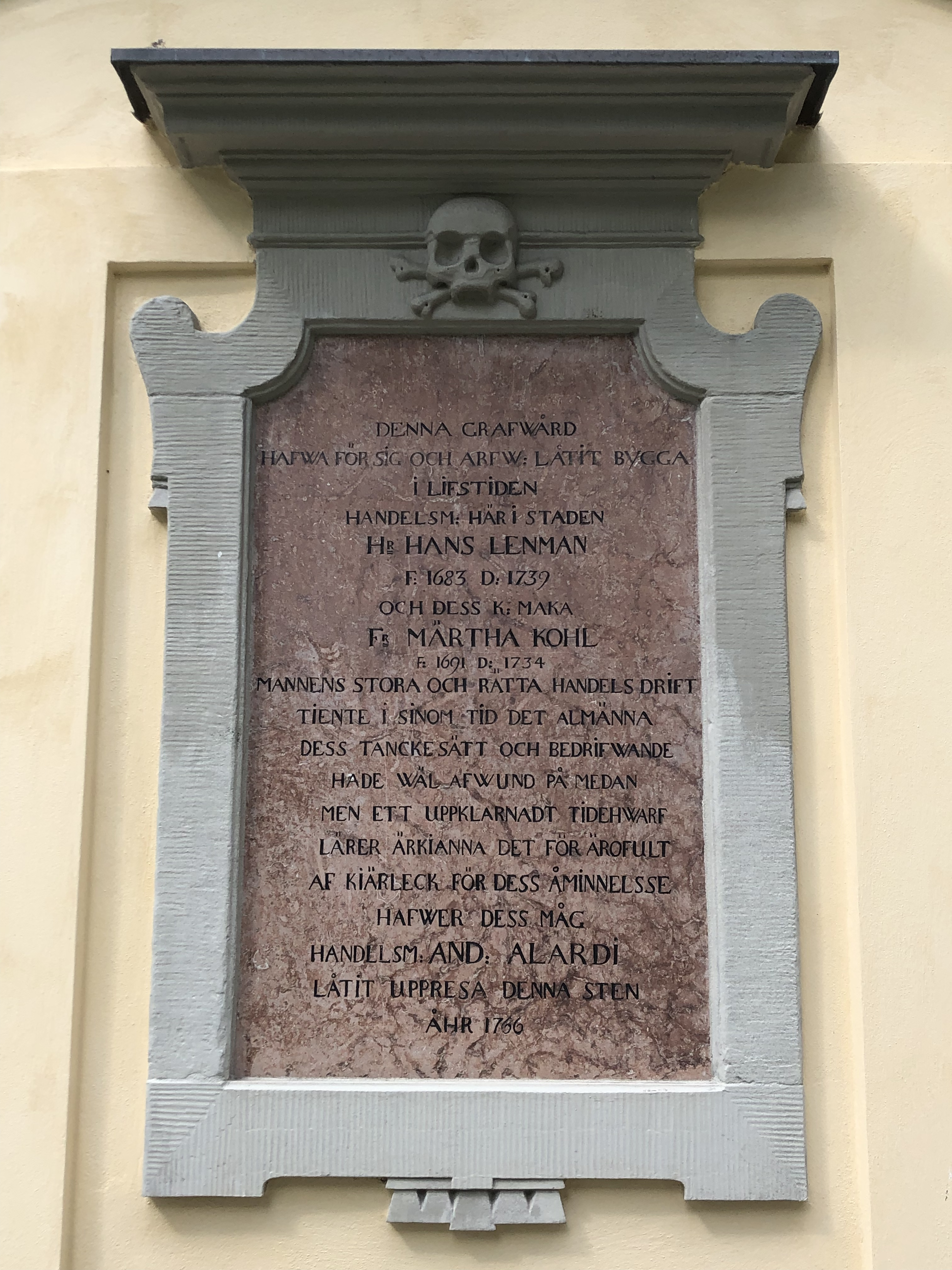
Gravsten vid Hans Lenmans gravkor.
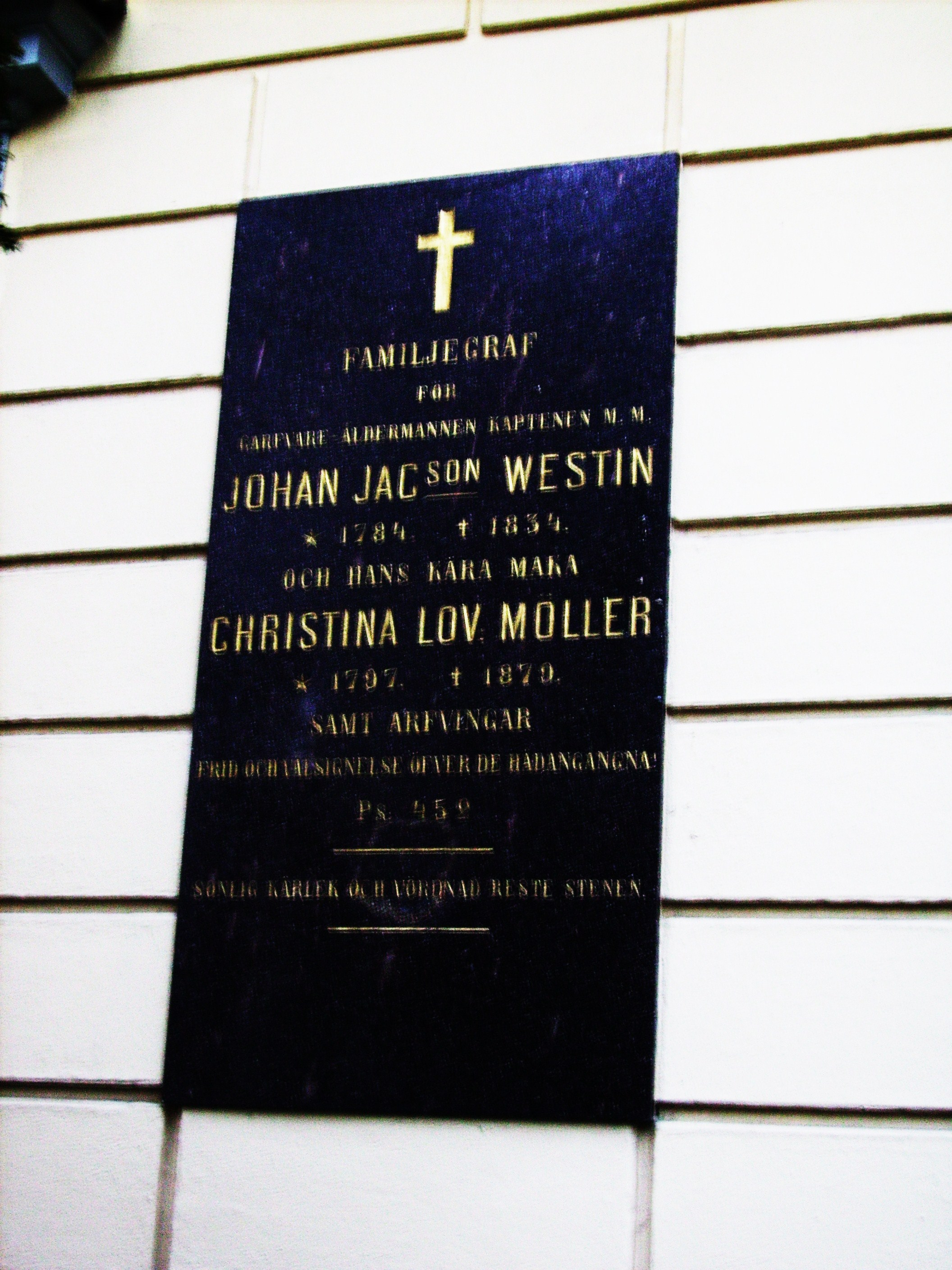
Garvaren Johan Westins (1784-1834) gravvård.
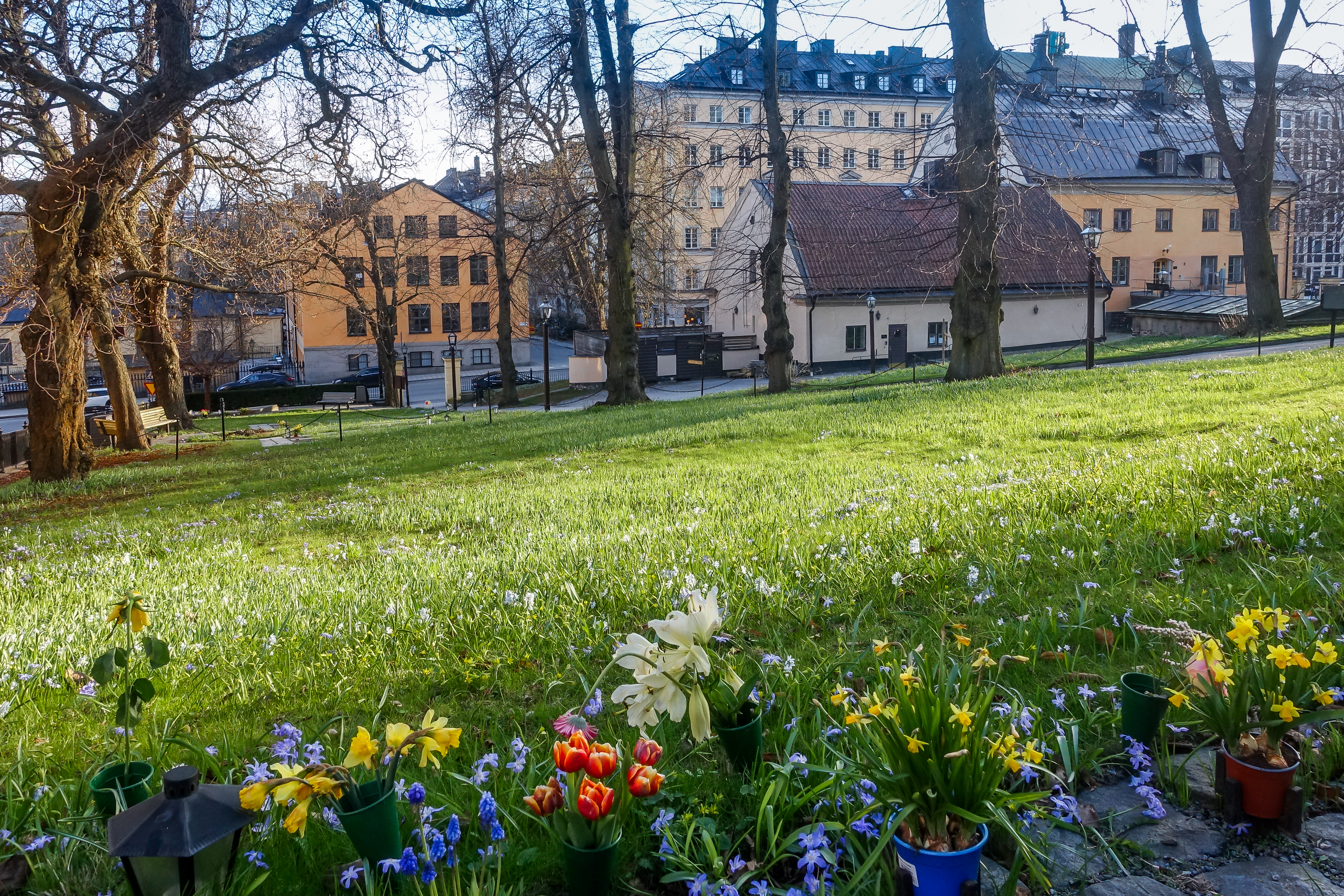
Minneslunden vid Kungsholms kyrka våren 2024.